# Kõlleste kommun
Kõlleste vald är en kommun i Estland.   Den ligger i landskapet Põlvamaa, i den södra delen av landet, 190 km sydost om huvudstaden Tallinn. Antalet invånare är 997. Arean är 150 kvadratkilometer.
Terrängen i Kõlleste vald är platt.
Följande samhällen finns i Kõlleste vald:
- Krootuse
- Ihamaru